# Ersted
Ersted (symbol: Oe) – jednostka natężenia pola magnetycznego w układzie CGS.

## Definicja
Ersted to wartość natężenia pola magnetycznego w punkcie, w którym na jednostkowy biegun magnetyczny działa siła 1 dyny, zgodnie ze wzorem:
{\displaystyle {\vec {H}}={\frac {\vec {F}}{b}},}
gdzie:
{\displaystyle H} – natężenie pola magnetycznego,
{\displaystyle F} – siła,
{\displaystyle b} – natężenie bieguna magnetycznego (wielkość analogiczna do ładunku elektrycznego – pojęcie obecnie nieużywane).
Jednostkę wprowadziła Międzynarodowa Komisja Elektrotechniczna w 1930 roku, honorując Hansa Christiana Ørsteda, który wprowadził pojęcie elektromagnetyzmu (w 1820). Jednostka ta początkowo nazywana była gausem (do 1935); później gausem nazwano jednostkę indukcji magnetycznej.

## Związek z jednostkami SI
W układzie SI natężenie pola magnetycznego wyraża się w amperach na metr.
{\displaystyle \mathrm {1\;Oe={\frac {1000}{4\pi }}{\frac {A}{m}}\approx 79{,}5775\;{\frac {A}{m}}} .}